# Fluchtweg unbekannt
Fluchtweg unbekannt (Originaltitel: They Met in Bombay) ist ein US-amerikanischer Abenteuerfilm aus dem Jahr 1941. Unter der Regie von Clarence Brown sind Clark Gable und Rosalind Russell in den Hauptrollen zu sehen. Als Vorlage diente eine Geschichte von John H. Kafka.

## Handlung
Der Juwelendieb Gerald Meldrick lässt eine perfekte Kopie eines als „Stern von Asien“ berühmten Edelsteins anfertigen, den er in Bombay der Herzogin von Beltravers stehlen will. In der indischen Metropole angekommen, gibt er sich im Hotel der Herzogin als Mitarbeiter von Lloyd’s of London aus und macht den Hotelmanager glauben, engagiert worden zu sein, um auf den „Stern von Asien“ aufzupassen. Im selben Hotel steigt auch die attraktive Baroness Anya von Duren ab, auf die Gerald sofort ein Auge wirft. Nur wenig später jedoch entdeckt er, dass die Baroness eine Hochstaplerin ist und ebenfalls hinter dem wertvollen Stein der Herzogin her ist.
Am Abend sorgt Anya dafür, dass die Herzogin sie im Restaurant des Hotels an ihren Tisch bittet, um ihr Gesellschaft zu leisten. Indem sie der älteren Dame vorgaukelt, mit deren Verwandten befreundet zu sein, schleicht sie sich in ihr Vertrauen. Sie macht die Herzogin kurzerhand betrunken und bringt sie dann zu deren Suite. Als die Herzogin eingeschlafen ist, entwendet ihr Anya den „Stern von Asien“, den seine Eigentümerin als Anhänger eines Colliers um den Hals trägt. Nachdem sich Anya aus der Suite geschlichen hat, betritt Gerald das Zimmer und legt der schlafenden Herzogin das gefälschte Collier um den Hals. Anschließend sucht er Anya in ihrem Zimmer auf und nimmt ihr das echte Collier ab. Er verspricht ihr, sie nicht an die Polizei zu verraten, und verlässt dann das Hotel. 
Anya, die ihm zunächst dankbar ist, sie nicht den Behörden übergeben zu haben, entdeckt, dass er sie hinters Licht geführt hat, und lauert ihm tags darauf in einem Taxi auf. Während der Fahrt fordert sie das Collier zurück, habe sie doch die eigentliche Arbeit an dem Coup geleistet. Inspektor Cressney von Scotland Yard hat unterdessen die Verfolgung der beiden aufgenommen. Gemeinsam können Gerald und Anya dem Ermittler jedoch entkommen. Auf einem Frachtschiff, das nach Hongkong unterwegs ist, setzen sie ihre Flucht fort. Während sie sich an Bord näherkommen, erhält Kapitän Chang über Funk die Nachricht, dass Gerald und Anya gesucht werden und eine Belohnung von 10.000 Pfund für ihre Auslieferung in Aussicht steht. Als Gerald und Anya bemerken, dass Chang sie an Scotland Yard ausliefern will, nehmen sie ein Beiboot und rudern im Nebel nach Hongkong. Dort verbringen sie mehrere Wochen glücklich zu zweit. Um Geld aufzutreiben, verkleidet sich Gerald, der einst als Offizier in der kanadischen Armee gedient hat, als „Captain Huston“ und befiehlt den in Hongkong stationierten britischen Soldaten, ihn zu einem chinesischen Händler zu begleiten, der angeblich der britischen Armee Geld gestohlen hat. Aus dem Safe des Händlers konfisziert er kurzerhand dessen Einnahmen und macht sich daraufhin aus dem Staub. 
Unterwegs trifft er jedoch auf britische Offiziere, die ihn auf Befehl des örtlichen Generals zu einer Garnison mitnehmen. Die japanische Armee sei im Anmarsch, und die nahegelegene Stadt Chang-lin müsse evakuiert werden. Der General beordert Gerald, ebendort ein Regiment zu leiten. Bevor Gerald mit einer Gruppe von Soldaten aufbricht, gibt er Anya Bescheid. Sie soll ihm in Chang-lin helfen, den Ort unbemerkt wieder zu verlassen. In Chang-lin ist die Evakuierung von Europäern und Chinesen bereits in vollem Gange, als japanische Truppen eintreffen und die Chinesen daran hindern wollen, den Ort zu verlassen. Auf Geralds Befehl hin formieren sich die britischen Soldaten und geleiten Europäer wie Chinesen aus der Stadt. Auf einer Bergstraße werden sie von japanischen Soldaten angegriffen. Mit Handgranaten bewaffnet schleicht sich Gerald hinter die feindlichen Linien und setzt die japanischen Soldaten außer Gefecht. Schwer verwundet wird Gerald daraufhin in ein Militärkrankenhaus gebracht. Nach seiner Genesung will er mit Anya fliehen, zumal er für seine heroische Tat mit dem Victoria-Kreuz ausgezeichnet werden soll und damit seine Maskerade aufzufliegen droht. Zwei Soldaten wurden jedoch beordert, ihn zur Ordensverleihung zu begleiten, und so sieht sich Gerald gezwungen, an der Zeremonie teilzunehmen. Während er das Victoria-Kreuz erhält, trifft Inspektor Cressney vor Ort ein. Anya hatte ihn informiert, nachdem die Armee Geralds wahre Identität herausgefunden hatte, und ihn gebeten, Gerald erst nach der Zeremonie festzunehmen. Gerald lässt jedoch den Inspektor von Soldaten, die ihn immer noch für einen echten Captain halten, in Gewahrsam nehmen und fährt mit Anya davon. Unerwartet kehren sie jedoch zurück und übergeben dem Inspektor das gestohlene Collier. Dem General gibt Gerald wiederum das Victoria-Kreuz, das dieser für ihn aufbewahren soll, bis er zurückkehrt und sich offiziell bei der britischen Armee verpflichtet. In der Zwischenzeit wollen er und Anya heiraten.

## Hintergrund
Ursprünglich war Hedy Lamarr für Rosalind Russells Rolle im Gespräch. Arbeitstitel des Films waren zeitweilig The Uniform und Unholy Partners. Gedreht wurde die MGM-Produktion vom 13. Februar bis 25. April 1941. Die Außenaufnahmen entstanden in Kalifornien auf dem Flughafen von Alhambra, in Calabasas und in den Malibu Hills. Als Filmarchitekt trat Cedric Gibbons in Erscheinung, als Ausstatter Edwin B. Willis. Die Kostüme entwarfen Adrian und Gile Steele.
Fluchtweg unbekannt kam am 27. Juni 1941 in die US-amerikanischen Kinos. Am 9. April 1957 wurde der Film erstmals in Deutschland veröffentlicht. 

## Kritiken
Das Lexikon des internationalen Films bezeichnete Fluchtweg unbekannt als „[r]omantisches Orient-Abenteuer mit gewollt komischen Übertreibungen“. Es sei der Starbesetzung zu verdanken, dass der Film „gute Unterhaltung“ biete. Cinema zufolge zeige das „romantische Star-Abenteuer […] halsbrecherische Situationen“. Es sei kurzum „[u]nterhaltsam“, die „Stars in exotischen Kulissen“ zu sehen. Prisma sah Clark Gable „hier in einer komödiantischen Glanzrolle“ und befand, dass Rosalind Russell „nicht weniger charmant als sein weibliches Gegenstück“ sei.
Bosley Crowther von der New York Times kritisierte seinerzeit in erster Linie die altbekannte Handlung. Der Film sei „durchschnittlich“. Wenn er versuche, zu amüsieren, sei er „eher behäbig“; wenn er dagegen ernste Töne anschlage, sei er „geradezu albern“. Nicht einmal die solide Besetzung könne dem Film die „angestrebte Bedeutsamkeit“ verleihen. Fluchtweg unbekannt sei daher „nichts weiter als ein B-Film mit Größenwahn“. Variety nannte den Film „actionreich“. Die Logik jedoch bleibe spätestens nach der Ankunft in Hongkong auf der Strecke. Clark Gable wirke „angeberisch, listig und gefährlich“ und sei „imstande, diese Charakterzüge zu überwinden“. Rosalind Russell sei zu Beginn ausgezeichnet, gerate dann jedoch „aus der Spur“. Für den Filmkritiker Leonard Maltin war Fluchtweg unbekannt ein „gewöhnlicher romantischer Abenteuerfilm“, der von Peter Lorre in der Rolle eines geldhungrigen Kapitäns aufgepeppt werde.

## Deutsche Fassung
Die deutsche Synchronfassung entstand 1957 im MGM Synchronisations-Atelier in Berlin.
| Rolle              | Darsteller        | Synchronsprecher      |
| ------------------ | ----------------- | --------------------- |
| Gerald Meldrick    | Clark Gable       | Siegfried Schürenberg |
| Anya von Duren     | Rosalind Russell  | Dagmar Altrichter     |
| Kapitän Chang      | Peter Lorre       | Werner Peters         |
| General            | Reginald Owen     | Walther Suessenguth   |
| Inspektor Cressney | Matthew Boulton   | Paul Wagner           |
| Hotelmanager       | Eduardo Ciannelli | Curt Ackermann        |
| Oberkellner        | Luis Alberni      | Robert Klupp          |
| Bolo               | Jay Novello       | Wolfgang Lukschy      |
| Mrs. Ames          | Judith Wood       | Tilly Lauenstein      |